# Davide Viganò
Davide Viganò (Carate Brianza, 12 juni 1984) is een Italiaans wielrenner die vanaf 2016 uitkomt voor Androni Giocattoli. Viganò reed van 2005 tot 2008 bij Quick·Step.

## Overwinningen
2007
1e etappe Ronde van Qatar (ploegentijdrit)
2011
1e etappe Ronde van Spanje (ploegentijdrit)
2012
 Europees kampioen baanwielrennen achter de derny
2013
Bergklassement Ronde van Japan
2014
2e etappe Ronde van Portugal
Puntenklassement Ronde van Portugal
2016
4e etappe Sibiu Cycling Tour

## Resultaten in voornaamste wedstrijden
| Jaar | Ronde van Italië | Ronde van Frankrijk | Ronde van Spanje |
| ---- | ---------------- | ------------------- | ---------------- |
| 2006 |                  |                     | 117e             |
| 2007 |                  |                     | 130e             |
| 2008 |                  |                     | 93e              |
| 2009 | 156e             |                     | opgave           |
| 2010 |                  |                     |                  |
| 2011 | opgave           |                     | 142e             |
| 2012 |                  | opgave              | 141e             |
| 2013 |                  |                     |                  |
| 2016 |                  |                     |                  |

| Jaar | Milaan-San Remo | Gent-Wevelgem | Ronde van Vlaanderen | Parijs-Roubaix | Amstel Gold Race | Ronde van Lombardije | Cyclassics Hamburg |  | Wereldranglijsten |
| ---- | --------------- | ------------- | -------------------- | -------------- | ---------------- | -------------------- | ------------------ |  | ----------------- |
| 2006 |                 |               |                      |                |                  | 94e                  |                    |  |                   |
| 2007 |                 |               |                      |                |                  | 82e                  |                    |  |                   |
| 2008 |                 |               |                      |                |                  | 78e                  |                    |  |                   |
| 2009 | opgave          |               |                      |                |                  |                      | 6e                 |  | 113e (UWK)        |
| 2010 |                 |               |                      |                | opgave           |                      |                    |  | 269e (UWK)        |
| 2011 |                 |               |                      |                |                  |                      |                    |  | 180e (UWT)        |
| 2012 | opgave          | 77e           | opgave               |                |                  |                      |                    |  |                   |
| 2013 |                 |               | opgave               | opgave         |                  |                      |                    |  |                   |
| 2016 | 52e             |               |                      |                |                  |                      |                    |  |                   |